# Bulletin of Miscellaneous Information Kew
Bulletin of Miscellaneous Information Kew (abreviado Bull. Misc. Inform. Kew) fue una revista con descripciones botánicas que fue editada por el Real Jardín Botánico de Kew desde el año 1887 hasta 1942, fue sustituido por Kew Bulletin.